# خوان رودریگز (بازیکن فوتبال، زاده ۱۹۹۵)
خوان رودریگز (انگلیسی: Juan Rodríguez؛ زادهٔ ۸ مهٔ ۱۹۹۵) بازیکن فوتبال اهل اسپانیا است.
از باشگاه‌هایی که در آن بازی کرده‌است می‌توان به باشگاه خیمناستیک تاراگونا و باشگاه فوتبال اسپورتینگ خیخون اشاره کرد.